# ジャルート部
ジャルート(モンゴル語: Жарууд、ᠵᠠᠷᠤᠳ、中国語: 扎魯特)とは、15世紀前期に形成されたモンゴルの一部族。ダヤン・ハーンの子アルチュ・ボラトを祖とする「内ハルハ五部」の一つで、清代にはジョーオダ盟ジャルート旗に組織された。

## 歴史
ジャルート部の起源については記録がなく、史料に登場するようになるのはバト・モンケ(ダヤン・ハーン)がハーンに即位してからのこととなる。15世紀中頃までハルハ・トゥメンにおいてはコンギラト部が有力であったが、ダヤン・ハーンの時代になるとこれに代わってジャルート部が活躍するようになる。ダヤン・ハーンが右翼の諸酋(ヨンシエブのイブラヒム、オルドス部のマンドライら)を討伐した際に、ジャルート部のバガスン・ダルハンはその功績を称えられてダヤン・ハーンとその正妻マンドフイ・ハトンの唯一の娘であるトロルト公主を与えられ、タブナン(女婿、駙馬の意)と称した。
ダヤン・ハーンは右翼の討伐後、配下の有力部族に自身の息子達を分封し、内ハルハはアルチュ・ボラトが領有することとなった。アルチュ・ボラトの息子フラハチ・ハサル・ノヤンを経て、その息子ウバシ・ウイジェン・ノヤンがジャルート・オトクを分封され、ジャルート部の始祖となった。ウバシ・ウイジェンの弟スブタイもまたバアリン部の始祖となったが、フラハチ、ウバシ、スブタイらは明朝より泰寧衛(ウリヤンハイ三衛の一つ)首長として認識されていた。これは、フラハチらが泰寧衛を詐称することで朝貢の利益を得ようとしたためと推測されている。

## 参考資料
- 楠木賢道『清初対モンゴル政策史の研究』汲古書院、2009年
- 森川哲雄「ハルハ・トゥメンとその成立について」『東洋学報』第55号、1972年
- 和田清『東亜史研究(蒙古編)』東洋文庫,1959年
- 趙爾巽他『清史稿』（列伝三百五 藩部一、表四十九 藩部世表一）